# Liste der Stolpersteine in Kreuztal
Die Liste der Stolpersteine in Kreuztal enthält alle Stolpersteine, die im Rahmen des gleichnamigen Kunst-Projekts von Gunter Demnig in Kreuztal verlegt wurden. Mit ihnen soll Opfern des Nationalsozialismus gedacht werden, die in Kreuztal lebten und wirkten. Der Stein von Johana Rosenheim befindet sich im Stadtteil Krombach, die anderen Steine befinden sich allesamt im Stadtteil Littfeld. Außerdem wurde am 10. November 2016 ein Stolperstein durch Gunter Demnig im Stadtteil Ferndorf, Kreuzung Ferndorferstraße/Ziegeleistraße  und am 15. Dezember 2017 einer im Stadtteil Kredenbach, Jung-Stilling-Straße 9, verlegt

## Verlegte Stolpersteine
| Adresse                             | Verlege- datum | Person, Inschrift                                                                     | Bild | Anmerkung |
| ----------------------------------- | -------------- | ------------------------------------------------------------------------------------- | ---- | --------- |
| Grubenstraße 2, Kreuztal (Lage)     | 11. Apr. 2015  | Hier wohnte Eva Marx Jg. 1879 deportiert 1942 Zamosc ermordet                         |      |           |
| Grubenstraße 2, Kreuztal (Lage)     | 11. Apr. 2015  | Hier wohnte Raphael Meier Jg. 1875 deportiert 1942 Zamosc ermordet                    |      |           |
| Grubenstraße 2, Kreuztal (Lage)     | 11. Apr. 2015  | Hier wohnte Johanna Meier geb. Marx Jg. 1875 deportiert 1942 Zamosc ermordet          |      |           |
| Hagener Straße 231, Kreuztal (Lage) | 11. Apr. 2015  | Hier wohnte Johanna Rosenhelm Jg. 1872 deportiert 1943 ermordet in Sobibor            |      |           |
| Hagener Straße 393, Kreuztal (Lage) | 11. Apr. 2015  | Hier wohnte Hugo Meier Jg. 1905 Flucht 1936 Palästina überlebt                        |      |           |
| Hagener Straße 393, Kreuztal (Lage) | 11. Apr. 2015  | Hier wohnte Fred Meier Jg. 1939 deportiert 1943 ermordet in Auschwitz                 |      |           |
| Hagener Straße 393, Kreuztal (Lage) | 11. Apr. 2015  | Hier wohnte Minna Meier geb. Hony Jg. 1901 deportiert 1943 ermordet in Auschwitz      |      |           |
| Hagener Straße 393, Kreuztal (Lage) | 11. Apr. 2015  | Hier wohnte Sarah Meier Jg. 1865 deportiert 1942 Theresienstadt ermordet in Treblinka |      |           |
| Hagener Straße 393, Kreuztal (Lage) | 11. Apr. 2015  | Hier wohnte Siegfried Meier Jg. 1903 deportiert 1943 ermordet in Auschwitz            |      |           |
| Lindenweg 3, Kreuztal (Lage)        | 11. Apr. 2015  | Hier wohnte Berthold Meier Jg. 1911 Flucht 1939 USA überlebt                          |      |           |
| Lindenweg 3, Kreuztal (Lage)        | 11. Apr. 2015  | Hier wohnte Tone Meier geb. Heumann Jg. 1880 deportiert 1942 Zamosc ermordet          |      |           |
| Lindenweg 3, Kreuztal (Lage)        | 11. Apr. 2015  | Hier wohnte Grete Meier Jg. 1913 deportiert 1942 Zamosc ermordet                      |      |           |